# Фильтраторы
Фильтраторы — различные водные животные, которые питаются мелкими плавающими организмами или органическими остатками, отфильтровывая их из воды. Фильтраторы принадлежат к самым разным разным типам царства животных, среди них могут быть как беспозвоночные (насекомые, моллюски), так и позвоночные (акулы, киты, птицы).
Различают фильтраторов активных и пассивных. Активные фильтраторы сами создают ток воды через свои фильтрующие приспособления, пассивные пользуются течением. К активным фильтраторам относятся, например, усатые киты, веслоногие, усоногие и листоногие раки, мшанки, многие двустворчатые моллюски, аппендикулярии, личинки комаров; к пассивным — морские лилии, личинки мошек.
Так, личинки кровососущих комаров, обычно обитающие в стоячих водоёмах без течения, создают ток воды веерами фильтрующих щетинок верхней губы.
Своей деятельностью фильтраторы способствуют очищению воды.